# アレハンドロ・ロメロ・ガマーラ
カク（Kaku）こと、アレハンドロ・セバスティアン・ロメロ・ガマーラ（Alejandro Sebastián Romero Gamarra, 1995年1月11日 - ）は、アルゼンチン・ブエノスアイレス州シウダデーラ出身のサッカー選手。アル・アインFC所属。パラグアイ代表。ポジションはMF。

## クラブ経歴
1995年にパラグアイ人の両親の元にブエノスアイレス州シウダデーラで生まれる。ユース時代からCAウラカンで過ごし、2013年にトップチームに昇格。10月12日のプリメーラB・ナシオナルのCAアルドシビ戦でプロデビュー。2014年9月14日のアトレティコ・トゥクマン戦でプロ初ゴールを記録。2013-14シーズンはコパ・アルヘンティーナで優勝し、スーペルリーガ・アルヘンティーナ昇格に貢献。2014年シーズンはスーペルコパ・アルヘンティーナでも優勝するなど、主力選手として活躍。
2017年12月23日、メジャーリーグサッカーのニューヨーク・レッドブルズへの移籍が発表。2018年シーズンはリーグ戦34試合6ゴールを決め、加入1年目から主力選手に定着。しかし、2019年4月14日のスポルティング・カンザスシティ戦で、試合展開に苛立ったカクが、思わずボールを観客席に蹴り込み、ある観客の顔面に直撃し重傷を負わせ、一発退場処分を受け非難を浴びた。
2021年2月1日、アル・アインFCに移籍した。

## 代表経歴
2015年にニュージーランドで開催された2015 FIFA U-20ワールドカップに、U-20アルゼンチン代表で出場するも、グループリーグ敗退で終了。2018年に両親のパラグアイ国籍を行使し、パラグアイ代表でプレーすることを表明。2018 FIFAワールドカップを目前に控えた6月12日の日本との親善試合で、パラグアイ代表デビュー。翌2019年のコパ・アメリカ2019は招集外に終わったものの、同年9月5日の日本戦で来日。同月11日のヨルダン戦で、代表初ゴールを決めた。